# Landeskommissärbezirk

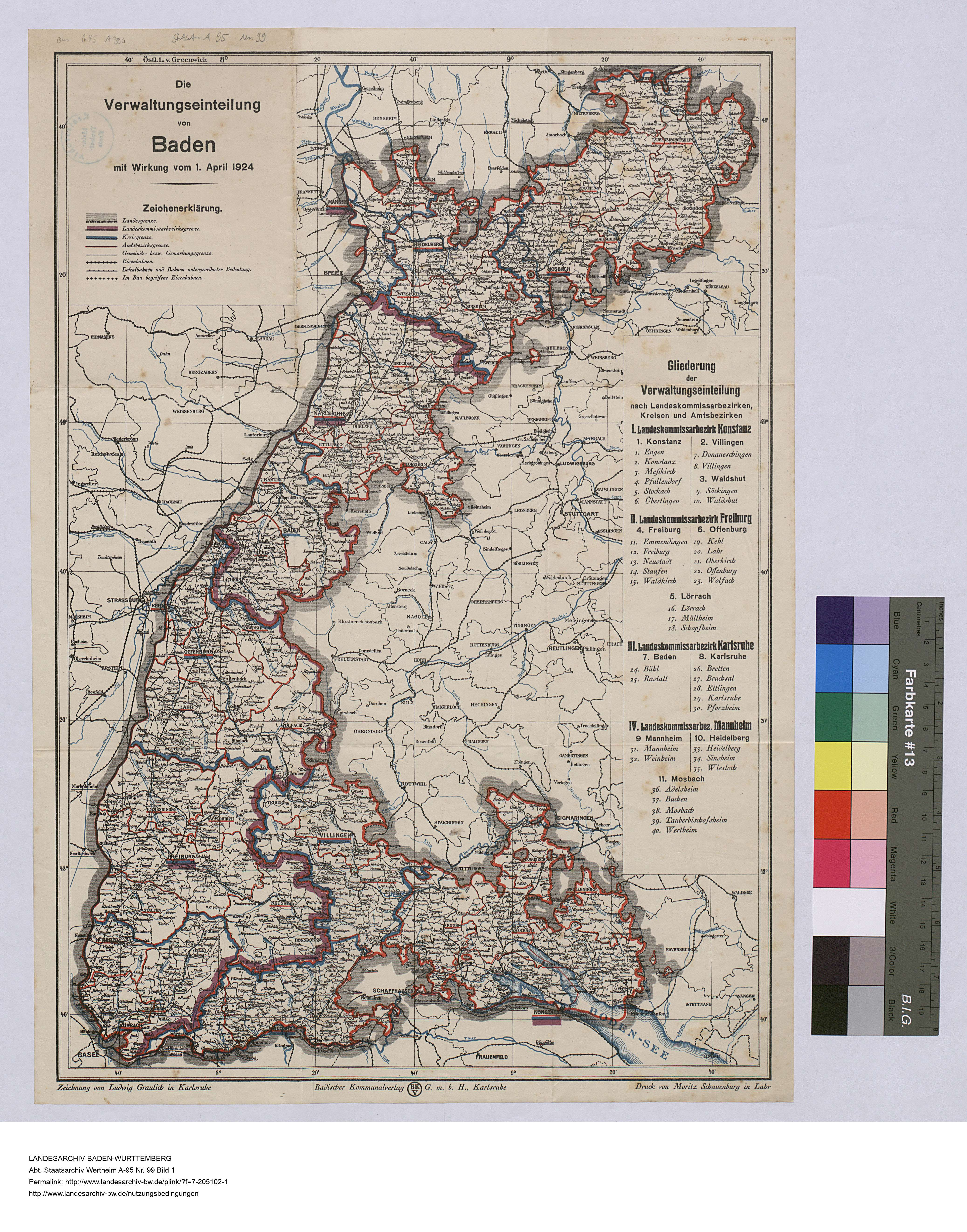
Die Verwaltungseinteilung von Baden mit Wirkung vom 1. April 1924 mit den Landeskommissärbezirken

Ein Landeskommissärbezirk war seit 1864 im Großherzogtum Baden und später in der Republik Baden eine Außenstelle des Ministeriums des Inneren, in dem einem Landeskommissär die Aufsicht über die Bezirksämter (staatliche Verwaltung) und Kreise (kommunale Selbstverwaltungsorganisationen) und deren Beamte oblag.

## Geschichte
Von 1864 bis zur Abschaffung 1945 gab es vier Landeskommissärbezirke in Baden: Konstanz, Freiburg, Karlsruhe und Mannheim. Die Aufgaben der Landeskommissäre wurden in der Vollzugsverordnung zum Gesetze über die Organisation der Inneren Verwaltung; insbesondere die Einrichtung und Zuständigkeit der Behörden und das Verfahren betreffend vom 12. Juli 1864 festgelegt.
Das Gesetz vom 5. Oktober 1863 und die Verordnung vom 12. Juli 1864 traten zum 1. Oktober 1864 in Kraft. Die ersten Landeskommissäre wurden von Großherzog Friedrich I. am 11. Juli 1864 ernannt, wobei auch der räumliche Zuständigkeitsbereich festgelegt wurde.
Die bis 1832 bestehende administrative Mittelinstanz, die Kreisregierungen (vergleichbar den heutigen Regierungsbezirken), die zwischen Ministerien und Bezirksämtern stand, wurden 1864 aufgelöst, die Bezirksämter unterstanden nun direkt dem Ministerium – die Landeskommissäre waren die verlängerte Hand des Ministeriums (Persönlichkeitsfunktion) und hatten grundsätzlich nur die Aufsicht. Dementsprechend war die personelle Ausstattung einer Außenstelle Landeskommissärbezirk sehr knapp. Neben dem Landeskommissär selbst, der den Rang eines Ministerialrats hatte und dem Kollegium des Ministeriums angehörte, gab es 1865 nur einen Sekretär, einen Registrator und einen Kanzleidiener pro Landeskommissärbezirk.
Die Landeskommissärbezirke wurden auch von der Republik Baden ab 1919 weitergeführt und gingen mit der Kapitulation des Dritten Reiches 1945 unter. In der amerikanischen Besatzungszone übernahm die Landesbezirksverwaltung Baden die Aufgaben der Landeskommissärbezirke Mannheim und Karlsruhe. In der französischen Besatzungszone stellte der Freiburger Landeskommissär Paul Schwoerer 1945 seine Tätigkeit ein und wurde am 1. Oktober 1946 pensioniert. Die französischen Militärbehörden setzten vom 5. Mai 1945 bis 7. August 1946 Manfred Pfister als kommissarischen Landeskommissär für Freiburg ein.
Der Konstanzer Landeskommissär, Gustav Wöhrle, wurde per 1. Juni 1945 auf Weisung der französischen Militärregierung vorläufig und per 31. Juli 1946 endgültig pensioniert. Der Konstanzer Landrat Marcel Nordmann war von 1945 bis 1946 der von der Französischen Militärregierung ernannte Landeskommissär in Konstanz. Nachdem er am 3. Dezember 1946 als Staatssekretär des Innern in die provisorische Regierung Badens eintrat, wurde der Posten des Landeskommissärs nicht mehr besetzt.

## Landeskommissär
Baden schuf 1864 feste Dienstposten mit dem Titel Landeskommissär, aber grundsätzlich war ein Kommissär auch im Großherzogtum Baden ein mit Vollmachten ausgestatteter Regierungsbeauftragter. So wurden beispielsweise während der Badischen Revolution von der großherzoglichen, wie von der Revolutionsregierung zeitweise Landeskommissäre mit speziellen Aufträgen ernannt. In Baden findet sich durchgängig der Begriff Kommissär (von frz. commissaire) statt Kommissar – der Staat wurde ja durch Napoleon geschaffen und orientierte sich auf vielen Gebieten an Frankreich.